# Josef Luitz

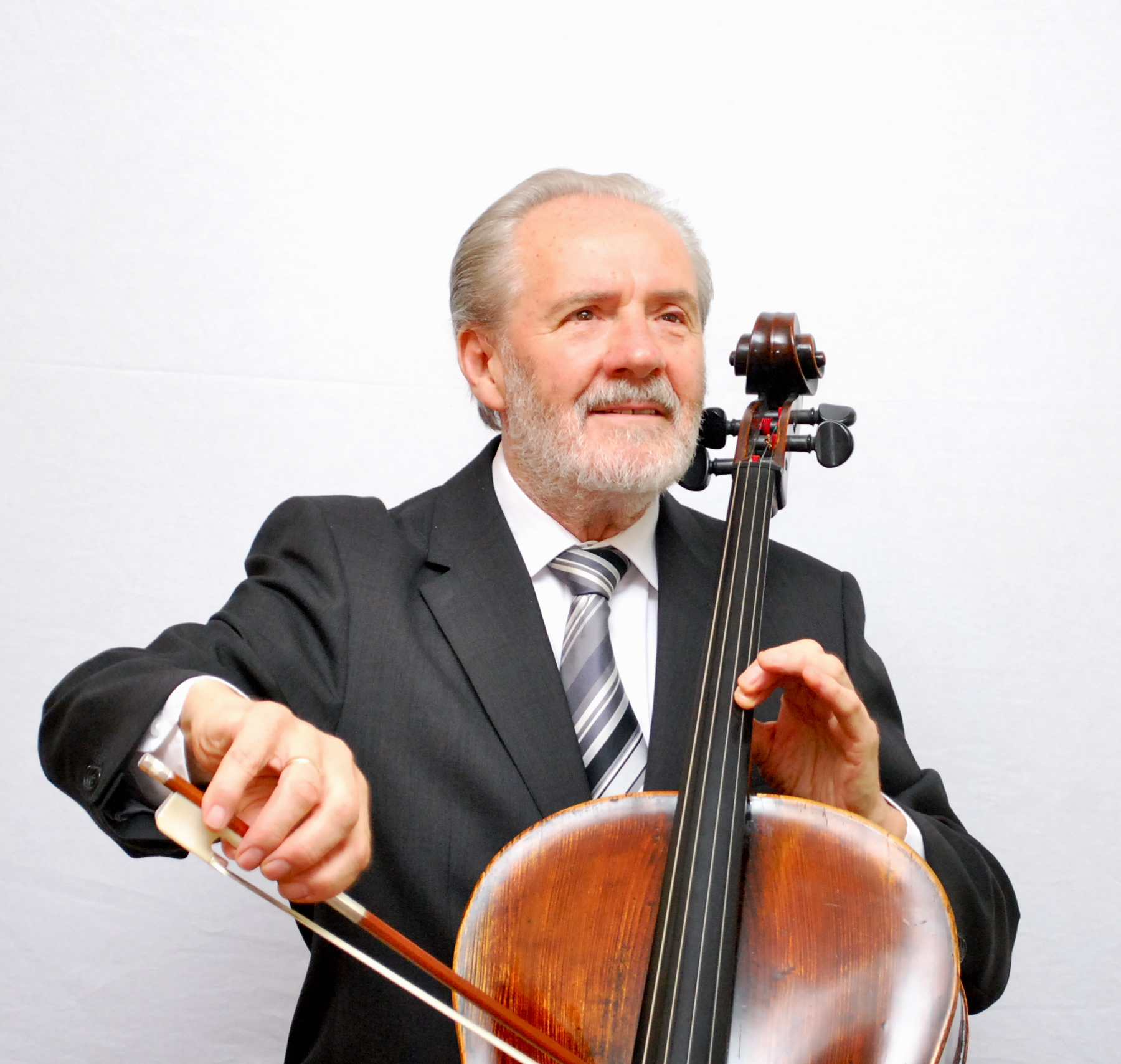
Josef Luitz (2009)

Josef Luitz (* 2. August 1934 in Wien) ist ein österreichischer Cellist und Instrumentallehrer. Er war Solocellist des NÖ Tonkünstlerorchesters und ist Mitbegründer des Internationalen Kammermusikfestivals Allegro Vivo.

## Leben und Wirken
Josef Luitz wuchs in Gablitz bei Wien auf. Sein Vater war Kapellmeister des 1. Gablitzer Musikvereins. Er erlernte zuerst den Beruf des Musikinstrumentenmachers.
Nach seiner Berufsausbildung folgte eine dreijährige Arbeit als Einsteller für automatische Drehbänke. In seiner Freizeit nahm er Unterricht bei Walther Kleinecke.
Seine Laufbahn als Cellist begann beim NÖ Tonkünstlerorchester als Stimmführerstelle. Er stieg zum Solocellisten des Orchesters auf. Dazu kamen dann solistische Konzerte und sehr viel kammermusikalische Tätigkeit.
Josef Luitz ist verheiratet mit Edelgard Sonja Luitz. Der Ehe entstammen ein Sohn (* 1967) und eine Tochter (* 1968).

### Engagements
- 1957–1962: NÖ Tonkünstlerorchester, Stimmführer der Violoncelli
- 1962–1999: 1. Solocellist des Tonkünstler-Orchester Niederösterreich
- 1972–1999: Konservatorium Wien Privatuniversität, Lehrkraft für Violoncello
- 1988–1989: Universität für Musik und darstellende Kunst Wien, einjähriger Lehrauftrag für Kammermusik

### Mitgliedschaften in Kammermusikensembles
- 1962–1963: Streichtrio des Nö. Tonkünstlerorchesters
- 1963–1968: Haydn Quartett Wien mit Kzm. Thomas Kakuska, Dokumentationsplatte für das Haydn-Haus in Rohrau
- 1968–1975: Ensemble Kontrapunkte (Repertoire vorwiegend zeitgenössische Musik)
- 1972–1977: Philharmonia Quintett (mit Wolfgang Poduschka)
- seit 1977: Tonkünstler Kammerorchester – Academia Allegro Vivo, Mitbegründer, Vorstand und Solocellist dieses Orchesters
- 1978–1995: Concordia-Trio (Klaviertrio) mit Harald Ossberger und Erich Schagerl

### Kursleitungen und Seminare
- seit 1979: Internationales Kammermusik Festival Austria, Allegro Vivo (Mitbegründer und Obmann des Vereines). Die Kurse und Konzerte wurden zu einem musikalischen und kulturellen Mittelpunkt des Waldviertels.[1]
- 1981–1986: Mittsommernachts Festival in Umeå, Schweden, Cello- und Kammermusikkurse
- 1985–1992: Sommerseminare des NÖ Musikschulwerkes, Fortbildungskurse für  NÖ Musikschullehrer (in Tullnerbach und Schloss Zeillern bei Amstetten)
- 1989–1993: Wiener Musikseminar (Internationaler Meisterkurs)[2]
- seit 1992: Wiener Musikverein-Nagano, Japan – Seminare, Kammermusik, Orchester

## Auszeichnungen
- 1985: Berufstitel Professor
- 1994: Silbernes Ehrenzeichen für Verdienste um die Republik Österreich
- 1997: Goldenes Ehrenzeichen für Verdienste um das Bundesland Niederösterreich
- 2000: Österreichisches Ehrenkreuz für Wissenschaft und Kunst[3]
- 2009: Kulturpreis der Stadt Horn

## Diskografie (Auszug)
- Composers of the court of the Holy Roman Empire: G. Muffat, G. C. Wagenseil, J. J. Fux, J. J. Froberger (MHS 601, 1965?)
- Masters of the French Baroque von Jean-Marie Leclair (MHS 655, 1966)
- Rococo delights von Hilde Langfort (1966)
- Spohr Nonet in F, Op. 31, Double-Quartett in E minor, op. 87 (DECCA SSD416, 1974)
- Four sonatas for flute and continuo von Johann Joachim Quantz (MHS 1038, 1979)
- Josef Matthias Hauer (Dokumentationsreihe des Österreichischen Komponistenbundes 1 Vol. 11, 1972)
- F. Schubert: Atzenbrugger Tänze (EMI C05-33232, 1978)
- Caprice Viennois (1985)
- Musik für Streicher (1988)
- Tanztheater 1975-2000 von Peer Raben (BMG Ariola Classics, 2004)
- Duo für Violine und Violoncello von Maximilian Kreuz (Kulinarium Wien – ÖGZM, ?)
- String quartet no. 2a von Nancy Van de Vate (Vienna Modern Masters, 2010)
- Cant del ocells (2011)
- String quartet no. 10 von Don Walker (Vienna Modern Masters, 2013)

## Buchbeiträge
- Internationales Kammermusik Festival Austria – Allegro Vivo (1988)
- Allegro Vivo – Das Waldviertel als Musikviertel (1993)
- Fortissimo für die Kammermusik (Bibliothek der Provinz, 2003)
- Musikhandbuch für Österreich (Hg. ÖGM, Doblinger, 2003)
- Allegro Vivo in Bewegung (2009)

Von 1998 und 2007 führte Josef Luitz für das Austrian Music Network zahlreiche Interviews mit namhaften Künstlern.